# Saint-Jean-les-Deux-Jumeaux
Saint-Jean-les-Deux-Jumeaux település Franciaországban, Seine-et-Marne megyében. Lakosainak száma 1294 fő (2022. január 1.). Saint-Jean-les-Deux-Jumeaux Armentières-en-Brie, Changis-sur-Marne, Montceaux-lès-Meaux, Pierre-Levée, Sammeron, Signy-Signets, Ussy-sur-Marne és Villemareuil községekkel határos.

## Népesség
A település népessége az elmúlt években az alábbi módon változott:
| Lakosok száma | 1158 | 1255 | 1280 | 1272 | 1273 | 1277 | 1281 | 1285 | 1294 |
|               | 2013 | 2015 | 2016 | 2017 | 2018 | 2019 | 2020 | 2021 | 2022 |